# Proeme plagiata
Proeme plagiata là một loài bọ cánh cứng trong họ Cerambycidae.